# Кулабухов Вадим Вікторович
Вадим Вікторович Кулабухов (нар. 17 квітня 1969, Ангарськ, Іркутська область, СРСР) — український і радянський хокеїст, правий нападник. Гравець національної збірної України.

## Спортивна кар'єра
Вихованець ангарського «Єрмака». Відшліфовувати хокейну майстерність продовжував у Києві. Спочатку виступав за команду ШВСМ (Школа вищої спортивної майстерності). Протягом п'яти сезонів був основним гравцем «Сокола». За провідний український клуб у чемпіонатах Радянського Союзу, Співдружності незалежних держав і Міжнаціональній хокейній лізі провів 177 ігор (39 закинутих шайб і 20 результативних передач).
У 1993–1995 роках захищав кольори «Славії» з Праги. Наступний сезон провів у клубі з німецької бундесліги — «Füchse Sachsen» (Вайсвассер). Надалі продовжував грати за німецькі клуби нижчих дивізіонів: «Вайсвассер», «Байрет», «Lausitzer Füchse» і «Адендорфер». Завершив виступи на хокейних майданчиках у 2007 році.
У складі національної збірної України брав участь у трьох чемпіонатах світу групи «С»: 1993, 1995 і 1996 років. В індивідуальному плані кращим став перший турнір. де Вадим Кулабухов став найкращим снайпером (16 закинутих шайб) і другим бомбардиром (23 очки), опісля латвійця Сергія Болдавешка (13+11). Третім у цьому списку був український хокеїст Раміль Юлдашев (15+7). Всього на світових першостях провів 18 матчів (21+11).

## Статистика
Статистика виступів за українські команди:
| Сезон             | Команда           | Ліга              | І   | Г  | П  | 0  | Штр |
| ----------------- | ----------------- | ----------------- | --- | -- | -- | -- | --- |
| 1986/87           | ШВСМ (Київ)       | перша             | 22  | 1  | 1  | 2  | 6   |
| 1987/88           | ШВСМ (Київ)       | перша             | 39  | 11 | 2  | 13 | 6   |
| 1988/89           | «Сокіл» (Київ)    | вища              | 13  | 1  | 2  | 3  | 2   |
|                   | ШВСМ (Київ)       | перша             | 35  | 6  | 1  | 7  | 18  |
| 1989/90           | «Сокіл» (Київ)    | вища              | 45  | 10 | 5  | 15 | 20  |
|                   | ШВСМ (Київ)       | друга             | 2   | 1  | 0  | 1  | 0   |
| 1990/91           | «Сокіл» (Київ)    | вища              | 43  | 8  | 5  | 13 | 10  |
|                   | ШВСМ (Київ)       | друга             | 2   | 1  | 0  | 1  | 0   |
| 1991/92           | «Сокіл» (Київ)    | вища              | 30  | 4  | 2  | 6  | 8   |
| 1991/92           | «Сокіл» (Київ)    | пт                | 4   | 0  | 0  | 0  | 2   |
|                   | ШВСМ (Київ)       | друга             | 21  | 12 | 6  | 18 | 14  |
| 1992/93           | «Сокіл» (Київ)    | МХЛ               | 39  | 15 | 6  | 21 | 4   |
|                   | «Сокіл» (Київ)    | плей-оф           | 3   | 1  | 0  | 1  | 2   |
|                   | «Сокіл-2» (ШВСМ)  | перша             | 2   | 4  | 1  | 5  | 0   |
| Усього за «Сокіл» | Усього за «Сокіл» | Усього за «Сокіл» | 177 | 39 | 20 | 59 | 48  |
| Усього за ШВСМ    | Усього за ШВСМ    | Усього за ШВСМ    | 123 | 36 | 11 | 47 | 44  |

Статистика виступів за іноземні клуби, що грали в елітних дивізіонах своїх країн:
| Сезон   | Команда          | Ліга | І  | Г  | П  | 0  | Штр |
| ------- | ---------------- | ---- | -- | -- | -- | -- | --- |
| 1994/95 | «Славія» (Прага) | вища | 6  | 2  | 1  | 3  | 0   |
| 1995/96 | «Füchse Sachsen» | вища | 49 | 25 | 13 | 38 | 27  |